# NGC 2488
NGC 2488 is een elliptisch sterrenstelsel in het sterrenbeeld Lynx. Het hemelobject werd op 17 maart 1790 ontdekt door de Duits-Britse astronoom William Herschel.

## Synoniemen
- UGC 4161
- MCG 9-13-109
- ZWG 287.29
- PGC 22520